# Сидоренко, Алексей Иванович
Алексей Иванович Сидоренко (17.10.1936 — 28.04.2009) — российский учёный в области радиолокации, лауреат Ленинской премии (1986).
Родился 17.10.1936. Член КПСС с 1963 г.
Окончил Киевский университет им. Шевченко (1959).
С 1959 г. инженер, старший инженер НИИ.
С 1966 г. — старший научный сотрудник, ведущий научный сотрудник Института радиотехники и электроники АН СССР (Фрязинский филиал, Лаборатория радиолокационных систем и методов).
Организатор и руководитель Центра (комплекса аппаратуры) для обработки радиолокационной информации космических аппаратов «Венера-15» и «Венера-16» и разработки математических программ.
Кандидат технических наук.
Лауреат Ленинской премии 1986 года (в составе коллектива) — за радиолокационную съёмку поверхности планеты Венера с космических аппаратов «Венера-15» и «Венера-16».
Сочинения:
- О. Н. Ржига, А. И. Сидоренко. Загадочные ландшафты Венеры // Земля и Вселенная. — М.: Наука, 1989. — № 6. — С. 45.
- О. Н. Ржига, А. И. Сидоренко. Загадочные ландшафты Венеры // Земля и Вселенная. — М.: Наука, 1990. — № 2. — С. 91.
- О. Н. Ржига, А. И. Сидоренко. Загадочные ландшафты Венеры // Земля и Вселенная. — М.: Наука, 1990. — № 3. — С. 93.
- Павельев А. Г., Захаров А. И., Кучерявенков А. И., Е. П. Молотов, А. И. Сидоренко, И. Л. Кучерявенкова, Д. А. Павельев. «Особенности распространения отраженных от поверхности Земли радиоволн при малых углах места на трассе спутник-геостационар». Радиотехника и электроника, 1997, т. 42. N 1, с. 51-58.

Соавтор многих статей В. А. Котельникова в сборнике:
- Котельников В. А. Собрание трудов. В 3 т. Т. 3. Радиолокационная астрономия. — М.: ФИЗМАТЛИТ, 2009. — 360 с. — ISBN 978-5-9221-1189-8